# Municipio de Colerain (condado de Hamilton)
El municipio de Colerain (en inglés: Colerain Township) es un municipio ubicado en el condado de Hamilton en el estado estadounidense de Ohio. Según el censo de 2020, tiene una población de 59 239 habitantes.
Su elevada población obedece a que una parte importante de su territorio es un área urbana, conformada, en los hechos, por varios barrios (en inglés, neighbourhoods) de la ciudad de Cincinnati.

## Geografía
Está ubicado en las coordenadas 39°15′17″N 84°37′27″O / 39.25472, -84.62417. Según la Oficina del Censo de los Estados Unidos, tiene una superficie total de 111,6 km², de la cual 110,7 km² corresponden a tierra firme y 0,9 km² es agua.

## Demografía
Según el censo de 2020, hay 59 239 personas residiendo en la zona. La densidad de población es de 535 hab./km². El 66.15% de los habitantes son blancos, el 22.16% son afroamericanos, el 0.28% son amerindios, el 3.43% son asiáticos, el 0.09% son isleños del Pacífico, el 1.87% son de otras razas y el 6.02% son de una mezcla de razas. Del total de la población, el 3.35% son hispanos o latinos de cualquier raza.

## Gobierno
El municipio está gobernado por una junta administradora de tres miembros: un presidente, un vicepresidente y un administrador (trustee). Hay también un funcionario fiscal electo.